# Chalcorana megalonesa
Chalcorana megalonesa é uma espécie de anfíbio anuros da família Ranidae. Está presente em Malásia. A UICN classificou-a como quase ameaçada.